# Diplocheilichthys
Diplocheilichthys is een geslacht van straalvinnige vissen uit de familie van karpers (Cyprinidae).

## Soorten
- Diplocheilichthys jentinkii (Popta, 1904)
- Diplocheilichthys pleurotaenia (Bleeker, 1855)